# هنکاک (فیلم)
هنکاک (به انگلیسی: Hancock) فیلمی ابرقهرمانی به کارگردانی پیتر برگ محصول سال ۲۰۰۸ آمریکا است که از بازیگران اصلی آن می‌توان به ویل اسمیت، شارلیز ترون و جیسون بیتمن اشاره کرد.
این داستان در اصل در سال ۱۹۹۶ توسط وی وینسنت نگ نوشته شد. این پروژه سال‌ها در وضعیت موسوم به «جهنم توسعه» گرفتار بود و کارگردانان مختلفی برای ساخت آن در نظر گرفته شدند، از جمله تونی اسکات، مایکل مان (که بعدها یکی از تهیه‌کنندگان فیلم شد)، جاناتان موستو و گابریله موچینو. در نهایت، فیلم در میانهٔ سال ۲۰۰۷ با بودجهٔ ۱۵۰ میلیون دلاری در لس‌آنجلس فیلم‌برداری شد.
در ایالات متحده، فیلم ابتدا درجهٔ سنی R دریافت کرد، اما پس از اعمال تغییراتی طبق خواستهٔ انجمن فیلم آمریکا، موفق شد درجهٔ PG-13 بگیرد. کمپانی کلمبیا پیکچرز فیلم را در ۲ ژوئیهٔ ۲۰۰۸ در سینماهای آمریکا اکران کرد. فیلم «هنکاک» نقدهای متفاوتی از منتقدان دریافت کرد؛ برخی آن را امیدوارکننده دانستند اما از تغییر لحن ناگهانی در میانهٔ فیلم ناامید شدند. با این حال، فیلم در سراسر جهان ۶۲۹٫۴ میلیون دلار فروش داشت و به چهارمین فیلم پرفروش سال ۲۰۰۸ تبدیل شد.

## موضوع
ابرقهرمان لاابالی و الکلی لس‌آنجلس، «جان هنکاک» (اسمیت) اگرچه جان بسیاری را نجات می‌دهد، اما باعث خرابی‌های بسیاری نیز می‌شود. تا این که مردی به نام «ری امبری» (بیتمن) که هنکاک او را نجات داده تصمیم می‌گیرد که تغییری در ظاهر، رفتار و اصلاً روابط عمومی ابرقهرمان به وجود بیاورد…

## داستان
جان هنکاک یک فراانسان الکلی و بی‌ملاحظه است که دارای قدرت پرواز، آسیب‌ناپذیری و نیروی فوق‌العاده است. او در لس‌آنجلس به‌عنوان ابر قهرمانی بی‌نظم و ناهنجار عمل می‌کند، اما به‌خاطر رفتارهای مست و بی‌احتیاطش و شخصیت زننده و غیرقابل تحمل، از سوی مردم طرد، تمسخر و حتی منفور شده است.
هنکاک در جریان نجات ری امبری، یک کارشناس روابط عمومی خوش‌قلب ولی شکست‌خورده، از برخورد با قطار، به‌طور بی‌مورد قطار را از ریل خارج می‌کند. ری در پاسخ، پیشنهاد می‌دهد به هنکاک کمک کند تا تصویر عمومی‌اش را بهبود ببخشد و امیدوار است که او سخنگوی برند خیریه‌اش، «تماماً از دل» شود. هنکاک با خانوادهٔ ری، پسرش آرون و همسرش مری آشنا می‌شود؛ مری از همان ابتدا نسبت به هنکاک مشکوک است. ری از هنکاک می‌خواهد که به‌طور عمومی عذرخواهی کرده و خودش را به پلیس تسلیم کند تا اعتماد عمومی بازسازی شود و مردم خواستار بازگشت او شوند. هنکاک با بی‌میلی می‌پذیرد و به زندان می‌رود. او در زندان به‌راحتی با حملات زندانیان دیگر مقابله می‌کند، اما در جلسات ترک الکل و کنترل خشم، نمی‌تواند ارتباط برقرار کند. ری مرتب به ملاقات او می‌آید و حتی خانواده‌اش را هم با غذای خانگی (اسپاگتی با کوفته‌قلقلی) به زندان می‌آورد.
با بالا رفتن نرخ جرم در لس‌آنجلس، هنکاک آزاد می‌شود تا کمک کند. او با موفقیت یک مأمور پلیس زخمی را در جریان سرقت از بانک و گروگان‌گیری نجات می‌دهد. این ماجرا توسط مردی به نام رد پارکر هدایت می‌شود. هنکاک با بریدن دست پارکر، جلوی فعال شدن کلید مرگ او را می‌گیرد و هر دو را تحویل پلیس می‌دهد. مردم و پلیس او را به‌عنوان قهرمانی جدید تحسین می‌کنند. او به خانهٔ ری و مری دعوت می‌شود و در آنجا می‌گوید که مبتلا به فراموشی است و از هشتاد سال پیش، پس از آن‌که در بیمارستانی به هوش آمده، هیچ خاطره‌ای از گذشته‌اش ندارد. ری به او می‌گوید که مری در واقع مادرخواندهٔ آرون است و مادر واقعی او هنگام زایمان درگذشته. همان شب، در حالی‌که ری را به خانه می‌برد، هنکاک مری را می‌بوسد و مری نیز او را می‌بوسد، اما سپس او را از دیوار پرتاب می‌کند و مشخص می‌شود که او نیز قدرت‌های فراانسانی دارد.
روز بعد، هنکاک و مری در خلوت صحبت می‌کنند. مری توضیح می‌دهد که در گذشته‌های دور، مردم آن‌ها را خدایان یا فرشتگان می‌نامیدند و حالا هم به‌عنوان ابرقهرمان شناخته می‌شوند. او می‌گوید در گذشته تعداد بیشتری از آن‌ها وجود داشته، اما همه درنهایت زوج‌هایی می‌شدند، و با یافتن نیمهٔ دیگر خود قدرتشان را از دست می‌دادند، زندگی انسانی پیدا می‌کردند و در نهایت می‌مردند. وقتی هنکاک دربارهٔ رابطهٔ خودشان سؤال می‌کند، مری از پاسخ طفره می‌رود و درگیری‌ای میان آن‌ها آغاز می‌شود که در سراسر لس‌آنجلس ادامه می‌یابد. مری فاش می‌کند که آن‌ها سه هزار سال با هم بوده‌اند و آخرین بازماندگان گونهٔ خودشان هستند. اما وقتی به خانهٔ ری می‌رسند و او با واقعیت مواجه می‌شود، دعوا متوقف می‌شود. هنکاک سپس یک سرقت فروشگاه را خنثی می‌کند، اما تیر می‌خورد و متوجه می‌شود که گلوله به او آسیب زده است. در بیمارستان، مری برایش توضیح می‌دهد که هرچه بیشتر کنار هم بمانند، بیشتر انسان می‌شوند و قدرت‌هایشان را از دست می‌دهند. آخرین بار که با هم بودند، هشتاد سال پیش بود که هنکاک مورد حمله قرار گرفت و مری برای بازگرداندن قدرت‌هایش فرار کرد.
پارکر و چند زندانی دیگر از زندان فرار می‌کنند و برای انتقام به بیمارستان حمله می‌کنند. مری در تیراندازی مجروح می‌شود. هنکاک، در حالی‌که قدرتش رو به کاهش است، تلاش می‌کند زندانیان را شکست دهد، اما وقتی پارکر به او شلیک می‌کند، به‌شدت زخمی می‌شود. ری با تبر آتش‌نشانی دست دیگر پارکر را قطع کرده و او را می‌کشد. هنکاک خودش را از بیمارستان بیرون می‌اندازد تا از مری دور شود و قدرت هر دو بازگردد، سپس پرواز می‌کند.
یک ماه بعد، ری و خانواده‌اش تماسی از هنکاک دریافت می‌کنند. او حالا در نیویورک است و تصویر لوگوی خیریهٔ «تماماً از دل» ری را روی سطح ماه حک کرده است. در صحنهٔ میان‌تیتراژ، هنکاک با مردی مسلح روبه‌رو می‌شود که زنی را گروگان گرفته و می‌خواهد از دست پلیس بگریزد. هنکاک با خونسردی رفتار می‌کند، اما وقتی گروگان‌گیر به او توهین می‌کند، لبخندی می‌زند که نویدبخش آغاز یک روز بد برای آن مجرم است.